# Delphinium sauricum
Delphinium sauricum là một loài thực vật có hoa trong họ Mao lương. Loài này được Schischk. mô tả khoa học đầu tiên năm 1937.